# پیز سنا
پیز سنا (به لاتین: Piz Sena) یک کوه در سوئیس است که در کانتون گراوبوندن واقع شده‌است. پیز سنا ۳٬۰۷۵ متر بالاتر از سطح دریا واقع شده‌است.